# Championnat d'Indonésie de football 2018
Navigation
Saison 2017 Saison 2019
La saison 2018 du Championnat d'Indonésie de football est la vingt-deuxième édition du championnat de première division de football en Indonésie. La compétition regroupe dix-huit équipes, regroupées au sein d'une seule poule où elles s'affrontent deux fois au cours de la saison, à domicile et à l'extérieur. À l'issue de la compétition, les trois derniers du classement sont relégués et remplacés par les trois meilleures formations de Liga 2, la deuxième division indonésienne.
C'est le club de Persija Jakarta qui remporte la compétition lors de la dernière journée, après avoir terminé en tête du classement, ne devançant PSM Makassar que d'un point. C'est le onzième titre de champion de l'histoire du club, et le deuxième titre depuis la création de la Liga 1.

## Les clubs participants
- Bhayangkara FC
- Persib Bandung
- PS Barito Putera
- Persija Jakarta
- Persela Lamongan
- Perseru Serui
- PS TIRA[2]
- Persebaya Surabaya - promu de D2
- PSM Makassar
- Arema Malang
- Mitra Kukar
- Persipura Jayapura
- Bali United
- Sriwijaya FC
- PSIS Semarang - promu de D2
- Borneo Football Club
- PSMS Medan - promu de D2
- Madura United

## Compétition
Le barème utilisé pour établir l'ensemble des classements est le suivant :
- Victoire : 3 points
- Match nul : 1 point
- Défaite : 0 point

### Classement
| Rang | Équipe               | Pts | J  | G  | N  | P  | Bp | Bc | Diff |
| ---- | -------------------- | --- | -- | -- | -- | -- | -- | -- | ---- |
| 1    | Persija Jakarta      | 62  | 34 | 18 | 8  | 8  | 53 | 36 | +17  |
| 2    | PSM Makassar         | 61  | 34 | 17 | 10 | 7  | 57 | 42 | +15  |
| 3    | Bhayangkara FCT      | 53  | 34 | 15 | 8  | 11 | 41 | 39 | +2   |
| 4    | Persib Bandung       | 52  | 34 | 14 | 10 | 10 | 49 | 41 | +8   |
| 5    | Persebaya SurabayaP  | 50  | 34 | 14 | 8  | 12 | 60 | 48 | +12  |
| 6    | Arema Malang         | 50  | 34 | 14 | 8  | 12 | 60 | 48 | +12  |
| 7    | Borneo Football Club | 48  | 34 | 14 | 6  | 14 | 50 | 49 | +1   |
| 8    | Madura United        | 48  | 34 | 13 | 9  | 12 | 47 | 50 | -3   |
| 9    | PS Barito Putera     | 47  | 34 | 12 | 11 | 11 | 52 | 55 | -3   |
| 10   | PSIS SemarangP       | 46  | 34 | 13 | 7  | 14 | 39 | 42 | -3   |
| 11   | Bali United          | 45  | 34 | 12 | 9  | 13 | 44 | 48 | -4   |
| 12   | Persipura Jayapura   | 44  | 34 | 12 | 8  | 14 | 49 | 46 | +3   |
| 13   | Persela Lamongan     | 43  | 34 | 11 | 10 | 13 | 53 | 42 | +11  |
| 14   | Perseru Serui        | 42  | 34 | 11 | 9  | 14 | 34 | 41 | -7   |
| 12   | PS TIRA              | 42  | 34 | 12 | 6  | 16 | 48 | 57 | -9   |
| 13   | Mitra Kukar          | 39  | 34 | 12 | 3  | 19 | 45 | 58 | -13  |
| 14   | Sriwijaya FC         | 39  | 34 | 11 | 6  | 17 | 48 | 56 | -8   |
| 17   | PSMS MedanP          | 37  | 34 | 11 | 4  | 19 | 50 | 70 | -20  |

|  | Champion d'Indonésie 2018                               |
|  | Qualification pour la Ligue des champions de l'AFC 2019 |
|  | Qualification pour la Coupe de l'AFC 2019               |
|  | Relégation directe en Liga 2                            |

- Bhayangkara Surabaya ne se qualifie pour la Coupe de l'AFC que si Persija Jakarta se qualifie pour la phase de poule de la Ligue des champions de l'AFC 2019, en cas de non qualification, Persija sera reversé en Coupe de l'AFC 2019 et prend la place de Bhayangkara.

## Bilan de la saison
| Championnat d'Indonésie de football 2018 |                                    |
| Champion                                 | Persija Jakarta (11e titre)        |
| Coupes et trophées                       |                                    |
| Vainqueur de la Coupe d'Indonésie 2018   | Non disputée                       |
| Qualifications continentales             |                                    |
| Ligue des champions de l'AFC 2019        | Persija Jakarta                    |
| Coupe de l'AFC 2019                      | PSM Makassar                       |
| Coupe de l'AFC 2019                      | Bhayangkara Surabaya (à confirmer) |
| Promotions et relégations                |                                    |
| Promus en Liga 1                         | PSS Sleman                         |
| Promus en Liga 1                         | Semen Padang                       |
| Promus en Liga 1                         | Kalteng Putra FC                   |
| Relégués en Liga 2                       | Mitra Kukar                        |
| Relégués en Liga 2                       | Sriwijaya FC                       |
| Relégués en Liga 2                       | PSMS Medan                         |